# Liste deutscher Stadtgründungen/1. Jahrhundert
- 50 Köln, Erhebung zur römischen Kolonie (= Stadt römischen Rechts) Colonia Claudia Ara Agrippinensium (CCAA) der 19 v. Chr. (oder auch 38 v. Chr., wie noch manche meinen) gegründeten römischen Ubiersiedlung Oppidum Ubiorum
- 50 Jülich, als römische Straßenstation Iuliacum an der Fernstraße Heerlen – Köln
- 54 Rheinzabern, römische Gründung als Tabernae
- um 70 Günzburg, gegründet als römisches Kastell Guntia
- 73 Rottweil, römische Gründung (lat. Arae Flaviae)
- 74 Ladenburg, römische Gründung als Lopodunum
- um 79 Regensburg, ein erstes Kohortenkastell entsteht in Regensburg-Kumpfmühl; 179 wird dann das Legionslager Castra Regina errichtet
- um 85 Heidenheim an der Brenz, gegründet als römisches Kastell Heidenheim (Aquileia)
- 90 Pforzheim, erstmals erwähnt als Portus
- um 98, Rottenburg am Neckar, römische Gründung als Sumelocenna